# Ammophila laeviceps
Ammophila laeviceps es una especie de avispa del género Ammophila, familia Sphecidae.

## Taxonomía
Fue descrito por primera vez por el entomólogo Frederick Smith en 1873.